# Lac Rivadavia
Le lac Rivadavia, (en espagnol : lago Rivadavia), est un lac situé dans la province argentine de Chubut, en Patagonie.
Il fait partie du système du lac Futalaufquen et du Río Futaleufú qu'il contribue à alimenter de ses eaux en ce sens que son émissaire, le Río Rivadavia est l'un des affluents du lac Futalaufquen par l'intermédiaire du lac Verde et du Río de los Arrayanes. L'émissaire final de cette série de lacs est le Río Futaleufú. 

## Situation
Il est situé au sein du Parc national Los Alerces. Comme tous les lacs du parc Los Alerces, il est d'origine glaciaire, et occupe le lit d'un glacier disparu.  

## Alimentation
Le lac Rivadavia reçoit en amont les eaux du lac Cholila via son émissaire le río Carrileufú. Ce dernier reçoit lui-même divers petits affluents dont l'un est l' arroyo Blanco, émissaire du lac Carlos Pellegrini (ou Lago de los Mosquitos - Lac des Moustiques) et du lac Lezama.

## Description
Le lac occupe une vallée étroite revêtue de fort belles forêts. Celles-ci sont composées avant tout de lengas (Nothofagus pumilio) et d'alerces (Fitzroya cupressoides).
- Son niveau peut fluctuer de 3 mètres.
- Sa profondeur maximale est de 147,2 mètres.
- Le volume d'eau contenu est de 2,25 milliards de m3.
- La longueur de ses rives est de 32 kilomètres.
- Le temps de résidence des eaux est de 3,6 ans.
- Son émissaire, le Río Rivadavia a un débit de plus ou moins 20 m3/s à la sortie du lac.